# Julien Offray de La Mettrie
Julien Offray de La Mettrie (ur. 25 grudnia 1709 w Saint-Malo, zm. 11 listopada 1751 w Berlinie) – francuski lekarz i filozof-naturalista.

## Życiorys
La Mettrie praktykował jako lekarz wojskowy, ale satyry przeciwko kolegom oraz jawnie głoszony materializm zmusiły go w 1746 do ucieczki z Francji. Przebywał później w Holandii, a następnie w Prusach, na dworze Fryderyka II. Główną jego pracą filozoficzną był Człowiek-maszyna (L’homme-machine) z roku 1748; ponadto opublikował również m.in. „Człowieka-roślinę”, „Historię naturalną duszy” oraz „System Epikura”.
Według oficjalnej wersji zmarł z przejedzenia pasztetem z wątróbek nadziewanym truflami na przyjęciu u francuskiego ambasadora w Poczdamie, nieoficjalnie przyczyną zgonu miało być puszczanie krwi. La Mettrie, sprzeczając się z nadwornymi lekarzami na temat celowości tego zabiegu, jakoby kazał sobie z powodu nieznacznej dolegliwości żołądka upuścić krew, co skończyło się dla niego tragicznie.

## Filozofia
La Mettrie, opierając się na swojej wiedzy medycznej, wykazywał, że wszelkie czynności przypisywane zwykle duszy zależą w istocie od funkcjonowania ciała. Z przesłanki tej wyprowadził wniosek, że człowiek jest istotą wyłącznie materialną i działającą podobnie jak maszyna (wniosek ten inspirowany był również obserwacją budzących w czasach La Mettriego sensację maszyn Vaucansona).
Za podstawową władzę psychiczną La Mettrie uważał wyobraźnię, rozumianą jako pewna czynność ciała, występująca zarówno u ludzi, jak i u zwierząt. Różnice intelektualne między człowiekiem a zwierzęciem uznał w związku z tym za różnice stopnia. Na podstawie doświadczeń Johanna Konrada Ammana, szwajcarskiego lekarza, który opracował metodę uczenia głuchoniemych artykulacji wyrazów, La Mettrie głosił, że odpowiednio dobrane małpy można by skutecznie nauczyć ludzkiej mowy, tym samym w pełni je „uczłowieczając”.
La Mettrie negował istnienie nieśmiertelnej duszy, a także Boga w sensie proponowanym przez teologię –nie wykluczał przy tym istnienia stworzyciela świata, ten jednak nie miałby niczego wspólnego z religią.

## Dzieła

### Dzieła filozoficzne
- L’Histoire naturelle de l’âme (Historia Naturalna Duszy), Haga, 1745, Drukarnia Jeana Neaulme[5]
- L’école de la Volupté (Szkoła Rozkoszy), Kolonia, 1746, Drukarnia Pierre’a Marteau[6]
- L’Homme Machine (Człowiek-maszyna), Lejda, 1747, Drukarnia Elie Luzac i syn
- L’Homme-plante (Człowiek-roślina), Poczdam, 1748, Drukarnia Ch. F. Vossa[7]
- Réflexions philosophiques sur l’origine des animaux (Refleksje filozoficzne nad pochodzeniem zwierząt), 1750
- Système d’Épicure (System Epikura), 1750
- Discours préliminaire (Słowo wstępne), 1750
- Anti-Sénèque ou Le souverain bien (Anty-Seneka albo najwyższe dobro), Poczdam, 1750[8]
- Vénus métaphysique ou De l’origine de l'âme humaine (Wenus metafizyczna albo o pochodzeniu duszy ludzkiej) (1751)
- L’Art de jouir (Sztuka przyjemności),1751

### Dzieła medyczne
- Traité du vertige (Traktat o zawrotach głowy), Rennes, 1737, Drukarnia P.A Garniera[9]
- Nouveau traité des maladies vénériennes (Nowy traktat o chorobach wenerycznych), Paryż, 1739, Drukarnie Huarta i Briassona[10]
- Traité de la petite vérole (Traktat o ospie), Paryż, 1740, Drukarnie Huarta i Briassona[11]
- Observations de médecine pratique (Uwagi dotyczące medycyny praktycznej), Paryż, 1743, Drukarnie Huarta, Briassona i Duranda[12]

### Inne
- Politique du médecin de Machiavel, ou Le chemin de la fortune ouvert aux médecins. (Polityka lekarza według Machiavellego albo droga szczęścia otwarta dla lekarzy), Amsterdam,1746, Drukarnia Braci Bernard[13]
- La Facultée vengée, comédie en trois actes (Fakultet pomszczony, komedia w trzech aktach), Paryż, 1747, Drukarnia Quillau[14]
- Ouvrage de Pénélope ou Machiavel en Médecine (Praca Penelopy albo Machiavelli w Medycynie), Genewa, 2 tomy w 1748 i 1 tom z suplementami w 1750, Drukarnia Cramera i Philiberte’a[15]
- Le Petit Homme à longue queue (Mały człowieczek z długim ogonem), Paryż, 1751, Drukarnia J.-B. Baillière i syn[16]

### Wydania polskie
- Człowiek-maszyna (L’Homme machine; wyd. pol. Fundacja Nowoczesna Polska, 2018, tł. Stefan Rudnicki)[1]